# حق حریم شخصی

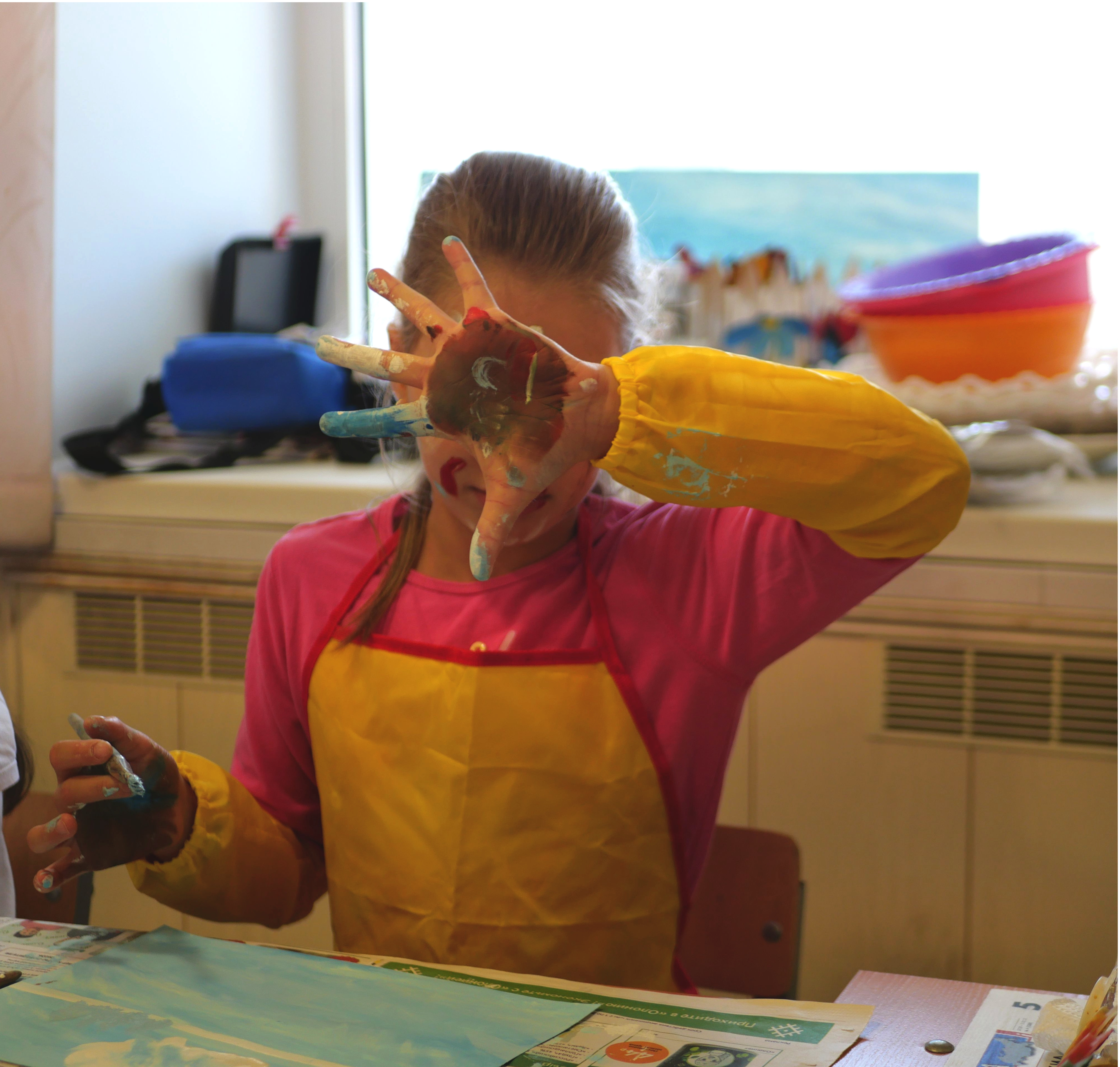
یک دختر در یک مدرسه نقاشی که با پوشاندن صورت خود نمی‌خواهد عکسی از او گرفته شود (در روسیه)

حق حریم شخصی به مجموعه ای از قوانین گفته می‌شود که از اقدامات حکومتی و خصوصی که منجر به تهدید حریم شخصی افراد شود، جلوگیری می‌کند. بیش از ۱۵۰ قانون اساسی به حق حفظ حریم شخصی افراد اشاره کرده‌اند. در اعلامیه جهانی حقوق بشر اشاره ای به حق حفظ حریم شخصی افراد نشده ولی بسیاری ماده ۱۲ اعلامیه را حق حریم شخصی تفسیر می‌کنند که می‌گوید: «هیچ احدی نمی‌بایست در مسائل فردی، خانواده، محل زندگی یا مکاتبات شخصی، تحت مداخله [و مزاحمت] خودسرانه قرار گیرد. به همین سیاق شرافت و آبروی هیچ‌کس نباید مورد تعرض قرار گیرد. هر کسی سزاوار و محق به حفاظت قضایی و قانونی در برابر چنین مداخلات و تهاجماتی است».
از زمان افشاگری‌های جاسوسی گسترده (۲۰۱۳–تاکنون)، که توسط ادوارد اسنودن، کارمند سابق آژانس امنیت ملی آمریکا آغاز شد، حق حفظ حریم شخصی موضوع بحث‌های بین‌المللی بوده است. سازمان‌های دولتی، مانند آژانس امنیت ملی آمریکا، اف‌بی‌آی، سیا، و ستاد ارتباطات دولت بریتانیا، درگیر نظارت گسترده و جهانی شده‌اند. همچنین بخش خصوصی هم می‌توانند حق حریم شخصی افراد را تهدید کنند به ویژه شرکت‌های فناوری مانند آمازون، اپل، متا، گوگل، مایکروسافت و یاهو که داده‌های شخصی کاربران را جمع‌آوری و استفاده می‌کنند. نگرانی‌ها بعد از رسوایی‌های افشای اطلاعات شرکت‌ها تقویت می‌شود، از جمله رسوایی داده‌های فیس بوک-کمبریج آنالیتیکا، که شرکت روان‌شناسی کمبریج آنالیتیکا از داده‌های شخصی فیس بوک برای تأثیرگذاری بر گروه‌های بزرگی از مردم استفاده می‌کرد.